# Мбвана Саматта
Мбвана Алф Саматта (англ. Mbwana Aly Samata, нар. 23 грудня 1992, Дар-ес-Салам) — танзанійський футболіст, центральний нападник клубу ПАОК і національної збірної Танзанії.

## Клубна кар'єра
Народився 7 січня 1992 року в місті Дар-ес-Салам. Вихованець футбольної школи клубу «Африкан Ліон».
У дорослому футболі дебютував 2008 року виступами за команду клубу «Африкан Ліон», в якій провів два сезони. 
Протягом 2010—2011 років захищав кольори команди клубу «Сімба».
Своєю грою за останню команду привернув увагу представників тренерського штабу конголезького клубу «ТП Мазембе», до складу якого приєднався 2011 року. Відіграв за команду з Лубумбаші наступні п'ять сезонів своєї ігрової кар'єри. Більшість часу, проведеного у складі «ТП Мазембе», був основним гравцем атакувальної ланки команди. У складі «ТП Мазембе» був одним з головних бомбардирів команди, маючи середню результативність на рівні 0,58 голу за гру першості.
До складу клубу «Генк» приєднався 2016 року. Станом на 14 серпня 2018 року відіграв за команду з Генка 88 матчів в національному чемпіонаті.

## Виступи за збірну
У 2011 році дебютував в офіційних матчах у складі національної збірної Танзанії.

## Титули і досягнення
- Чемпіон Бельгії (1):

«Генк»: 2018-19
- Володар Суперкубка Бельгії (1):

«Генк»: 2019